# Mamadou Mansour Seck
Le Général Mamadou Mansour Seck est un officier général sénégalais ayant exercé les fonctions de Chef d'État-Major Général des Armées (CEMGA) de la République du Sénégal et ancien ambassadeur du Sénégal aux États-Unis.

## Formation
Le Général Seck a obtenu le baccalauréat en Mathématiques Élémentaires en 1957 au Lycée Van Vollenhoven de Dakar ;
1958-1959 Préparation aux Grandes Écoles à l’Académie de Strasbourg ;
1959 Admission à l’École spéciale militaire de Saint-Cyr (concours direct) ;
1959-1961 il est élève-officier appartenant à la promotion no 146 de l'École spéciale militaire de Saint-Cyr. Il a comme ancien le général Jean Gomis. Comme camarade promotion on peut citer le général ivoirien Émile Blehouan.
1961 1962 Admission à École de l'air à Salon-de-Provence pour être pilote ;
Il est diplômé de l’École d’État-major de l’Air (France), de l’École Supérieure de Guerre Aérienne (France 1974) et de l’Institut des Hautes Études de la Défense Nationale (France 1981) ;
Le Général Mamadou Mansour Seck a aussi fait une partie de sa formation militaire aux États-Unis d'Amérique.
Diplômé de la prestigieuse école de l’air de France, il est expert en gestion des opérations aéronautiques et des opérations militaires. Le Général Seck est aussi diplômé de l'université de Dakar (Sénégal).

## Carrière
1962-1966 Pilote ;
1966-1970 Commandant du Premier Groupement Aérien Sénégalais (1er GAS) ;
1970-1971 Chef du 3e Bureau de l’État-Major Général des Armées ;
1971-1972 Adjoint au Chef d’État Major de l’Armée de l’Air ;
1972-1980 Chef d’État Major de l’Armée de l’Air. Il est le premier pilote à occuper cette fonction
1980-1984 Colonel Sous-Chef d’État Major des Armées sous le commandement du Général Idrissa Fall. 
1984-1988 Général de Brigade Aérienne, puis Général de Division Aérienne; Il est ensuite nommé Chef d’État-major particulier du Président de la République Abdou Diouf et de la Sénégambie. Il sera remplacé à ce poste par le Général Doudou Diop.
1988-1993 Le 31 mai 1988, élevé au grade de général de division et de Corps Aérien, il devient Chef d'État-Major Général des Armées (CEMGA). Ce fut la première fois dans l'histoire de l'Armée Sénégalaise qu'un aviateur occupe de telle fonction. Durant son commandement la pratique du sport fut imposée aux officiers supérieurs. Il remplace à ce poste le Général Joseph Louis Tavarez de Souza qui ira occuper les fonctions d'ambassadeur du Sénégal en République Fédérale d'Allemagne.
1993-2002 En 1993, sa période de commandement pris fin, il fut remplacé par le général Mouhamadou Lamine Keita. Le général Mamadou Mansour Seck fut nommé ambassadeur du Sénégal aux États-Unis d'Amérique, au Mexique, en Argentine, en Jamaïque, en Haïti, à Trinité-et-Tobago et aux Barbades avec résidence à Washington poste qu'il occupera jusqu'en 2002.
2002-2008 Il devient Ambassadeur itinérant ;

## Décorations
Le Général Mamadou Mansour Seck est titulaire de plusieurs décorations nationales et étrangères dont celle de:
- Grand-croix de l’ordre national du Lion et de l’ordre du Mérite pour le Sénégal,
- Commandeur de la Légion d'honneur et de l’ordre du Mérite (France) et de la Médaille de l'Aéronautique Française

## Divers
Le Général Seck compte 7 000 heures de vol sur une quinzaine d’aéronefs dont le Douglas DC-3, le Fokker F27, le Fouga Magister, le Jaguar, le Mirage 3, le Mirage 2000, le Broussard, le Push-Pull etc.
Il est le premier sénégalais admis à l’École de St-Cyr (concours direct), à l’École de l’Air, premier diplômé de l’École d’État Major de l’Air, de l’École Supérieure de Guerre Aérienne et premier sénégalais chef d'état major de l'armée de l'air, premier pilote Chef d’État-Major Général des Armées, entre autres, d’où son surnom de « NUMBER ONE ».
Il a rencontré Saddam Hussein en 1989 juste avant la 1re Guerre du Golfe lorsqu’il inspectait des officiers sénégalais chargés du monitoring du cessez-le-feu entre l’Irak et l’Iran après la Guerre de 1980 à 1988. 
Pendant son mandat de Cemga, le premier contingent d'africains au sud du Sahara a été sélectionné.
En 1991, il a envoyé à la première guerre du golfe ("desert storm") un contingent sénégalais de 500 hommes commandé par Mouhamadou Lamine Keita et avec comme chef de corps Babacar Gaye. C'est à cette occasion qu'il a connu le général Colin Powell, Chef d'état Major Général des Armées Américaines. Leurs relations amicales ont pu être approfondies lorsque plus tard le général Powell est devenu secrétaire d'état Américain (ministre des affaires étrangères). Le général Seck représentait alors le Sénégal comme ambassadeur à Washington de 1993 à 2002.
En 2005, le Général Seck a été chef de la commission mixte Cameroun/Nigéria pour la rectification de la frontière entre les 2 pays avec positionnement à Ndjamena au Tchad. Pendant cette période, il a mené l'enquête sur l'incident de la péninsule de Bakassi entre le Cameroun et le Nigeria.
En 2006, il devient Président du Conseil d'Administration de l'Organisation Africaine de l'Intelligence Économique OAIE (http://www.oaie-aoci.org), Organisation dont Joseph Bayehe (Consultant et Enseignant Universitaire d'origine Camerounaise) est l'initiateur-fondateur.
En 2008, il participe aux Assises nationales du Sénégal, malgré les pressions du parti au pouvoir.